# Spurio Postumio Albo Regillense (console 466 a.C.)
Spurio Postumio Albo Regillense, in latino Spurius Postumius Albus Regillensis (fl. V secolo a.C.), è stato un politico romano del V sec. a.C.

## Biografia
Spurio Postumio apparteneva alla nobile gens Postumia, una delle più antiche e conosciute gentes patrizie dell'antica Roma. Era figlio di Aulo Postumio Albo Regillense, dittatore nel 499 a.C. e console nel 496 a.C., fratello di Aulo Postumio Albo Regillense, console nel 464 a.C. e padre di Spurio Postumio Albo Regillense, tribuno consolare nel 432 a.C.
Nel 466 a.C. diviene console con Quinto Servilio Prisco, che in quell'anno viene eletto console per la seconda volta.
Per ordine del Senato, consacrò il tempio di Giove Fidio, Dius Fidius, costruito da Tarquinio il Superbo sulla collina del Quirinale e il suo nome viene inciso nel tempio.
Nel 462 a.C. diviene augure. Nel 454 a.C. fa parte della delegazione di senatori inviati ad Atene col compito di esaminare le istituzioni e le leggi greche.
Tornato nel 452 a.C., l'anno successivo fa parte del primo decemvirato, che elaborò le Leggi delle X tavole, completate dal successivo decemvirato, che emise le Leggi delle XII tavole.
Nel 446 a.C. comanda, da legatus, il centro dell'esercito romano nella battaglia di Corbione, durante la quale vengono sconfitti gli Equi e i Volsci.

### Fonti primarie
- Tito Livio, Ab Urbe condita libri
- Dionigi di Alicarnasso, Antichità romane

### Fonti secondarie
- William Smith, Dictionary of Greek and Roman Biography and Mythology, vol. II, Boston, Little, Brown, and Company, 1867.